# Freddy Kruisland
Freddy Kruisland (Paramaribo, 9 juni 1939 – aldaar, 8 oktober 2012) was een Surinaamse jurist, die gespecialiseerd was in mensenrechten. Hij kreeg vooral bekendheid door zijn rol als advocaat van de nabestaanden van de slachtoffers van de beruchte Decembermoorden.
Kruisland begon zijn carrière op 1 januari 1961 als fungerend griffier bij het Hof van Justitie Daarna bekleedde hij verschillende functies bij onder andere het Openbaar Ministerie en in de advocatuur. In 1989 legde hij zijn functie als officier van justitie neer. Bij het begin van het proces van herdemocratisering in 1987 werd hij regeringsadviseur van het kabinet van president Ramsewak Shankar en vicepresident Henck Arron. Ook bij de regeringen van president Ronald Venetiaan (Venetiaan I, II en III) diende hij als regeringsadviseur.
Kruisland was een van de sleutelfiguren achter het Decembermoorden-proces, het grootste rechtsproces in de geschiedenis van de republiek Suriname. Hij was de geestelijke vader van het verzoekschrift van de nabestaanden van de Decembermoorden, dat ertoe leidde dat in 2000 de verjaring van de Decembermoorden werd gestuit. Als advocaat van de nabestaanden bepleitte hij altijd dat de daders van de Decembermoorden hun straf niet mochten ontlopen.
Kruisland werkte 51 jaar in de rechtspraktijk en was tot zijn dood verbonden aan advocatenkantoor Lim A Po. Hij was een van de bekendste juristen van Suriname. Om zijn grote deskundigheid en jarenlange ervaring in de rechtswetenschap was hij een veelgevraagde commentator op radio en televisie. Tot enkele maanden voor zijn dood was hij wekelijks te horen in het actualiteitenprogramma "Welingelichte kringen" van Radio ABC.
Op 2 oktober 2012 werd Kruisland door Rotary International Suriname gehuldigd met de Rotary Vocational Excellence Award voor "zijn bijdrage in de onvermoeibare strijd voor de instandhouding van de rechtsstaatgedachte als pijler voor de ontwikkeling van de rechtsorde in Suriname". Volgens Stanley Marica, deken van de Orde van Advocaten, heeft Kruisland tijdens zijn loopbaan gezorgd voor "enorm veel rechtsontwikkeling in Suriname".
Kruisland overleed op 73-jarige leeftijd na een langdurig ziekbed.

## Trivia
Kruisland was naar eigen zeggen een liefhebber van opera. Zijn absolute favoriet was Maria Callas.